# Puchar Polski w piłce nożnej (2010/2011)
Puchar Polski w piłce nożnej mężczyzn 2010/2011 – 57. edycja rozgrywek mających na celu wyłonienie zdobywcy Pucharu Polski, który uzyska tym samym prawo gry w kwalifikacjach Ligi Europy UEFA sezonu 2011/2012.
Rozgrywki składają się z 8 części:
- meczów rundy przedwstępnej z udziałem 36 zespołów występujących w II lidze sezonu 2009/2010 oraz 16 zdobywców Pucharu Polski na szczeblu regionalnym
- meczów rundy wstępnej z udziałem zwycięzców poprzedniej rundy
- meczów I rundy z udziałem zwycięzców poprzedniej rundy oraz 18 zespołów występujących w I lidze sezonu 2009/2010
- meczów 1/16 finału z udziałem zwycięzców poprzedniej rundy oraz 16 zespołów występujących w Ekstraklasie sezonu 2009/2010
- meczów 1/8 finału
- dwumeczów 1/4 finału
- dwumeczów 1/2 finału
- meczu finałowego

## Uczestnicy
W rozgrywkach wzięły udział 83 drużyny – uczestnicy rozgrywek ligowych szczebla centralnego sezonu 2009/2010 oraz zwycięzcy pucharów wojewódzkich związków piłki nożnej 2009/2010. Do rozgrywek nie zgłosiły się dwa zespoły – Hetman Zamość i Ślęza Wrocław, zaś Spartakus Szarowola wystąpił jako Motor Lublin.
| Ekstraklasa 2009/2010 16 drużyn | I liga 2009/2010 17 drużyn | II liga 2009/2010 34 drużyny | II liga 2009/2010 34 drużyny | Zdobywcy 16 pucharów wojewódzkich |
| - Lech Poznań - Wisła Kraków - Ruch Chorzów - Legia Warszawa - GKS Bełchatów - Korona Kielce - Polonia Bytom - Lechia Gdańsk - Śląsk Wrocław - Zagłębie Lubin - Jagiellonia Białystok - Cracovia - Polonia Warszawa - Arka Gdynia - Odra Wodzisław Śląski - Piast Gliwice | - Widzew Łódź - Górnik Zabrze - Sandecja Nowy Sącz - ŁKS Łódź - Pogoń Szczecin - MKS Kluczbork - Flota Świnoujście - KSZO Ostrowiec Świętokrzyski - GKP Gorzów Wielkopolski - Warta Poznań - Górnik Łęczna - Podbeskidzie Bielsko-Biała - GKS Katowice - Dolcan Ząbki - Wisła Płock - Znicz Pruszków - Stal Stalowa Wola - Motor Lublin | - Termalica Bruk-Bet Nieciecza - Kolejarz Stróże - Resovia - Okocimski KS Brzesko - Start Otwock - Świt Nowy Dwór Mazowiecki - Ruch Wysokie Mazowieckie - Wigry Suwałki - Jeziorak Iława - Pelikan Łowicz - Olimpia Elbląg - Stal Rzeszów - OKS 1945 Olsztyn - GKS Jastrzębie - Concordia Piotrków Trybunalski - Sokół Aleksandrów Łódzki - Przebój Wolbrom - Hetman Zamość | - Ruch Radzionków - Górnik Polkowice - Zagłębie Sosnowiec - Zawisza Bydgoszcz - Nielba Wągrowiec - Olimpia Grudziądz - Jarota Jarocin - GKS Tychy - Czarni Żagań - Raków Częstochowa - Bałtyk Gdynia - Polonia Słubice - Lechia Zielona Góra - Tur Turek - Miedź Legnica - Elana Toruń - Unia Janikowo - Ślęza Wrocław | - Bielawianka Bielawa (dolnośląskie) - Lech Rypin (kujawsko-pomorskie) - Motor Lublin (lubelskie) - Arka Nowa Sól (lubuskie) - MKS Kutno (łódzkie) - Helena Nowy Sącz (małopolskie) - Orzeł Wierzbica (mazowieckie) - Ruch Zdzieszowice (opolskie) - Stal Sanok (podkarpackie) - Sokół Sokółka (podlaskie) - Kaszubia Kościerzyna (pomorskie) - Rozwój Katowice (śląskie) - Nida Pińczów (świętokrzyskie) - MKS Korsze (warmińsko-mazurskie) - Unia Swarzędz (wielkopolskie) - Hutnik Szczecin (zachodniopomorskie) |

## Runda przedwstępna
Losowanie par odbyło się 29 czerwca 2010 w siedzibie Polskiego Związku Piłki Nożnej w Warszawie. Wszystkie mecze rozegrano 21 lipca 2010, z wyjątkiem spotkań: Start – Okocimski KS i Zagłębie – Pelikan, które odbyły się 24 lipca oraz meczu Kolejarz – Nieciecza, rozegranego 25 lipca.
| Drużyna 1                | Wynik             | Drużyna 2                      |
| ------------------------ | ----------------- | ------------------------------ |
| Kaszubia Kościerzyna     | 1:3 pd.           | Olimpia Grudziądz              |
| Hutnik Szczecin          | 1:5               | Zawisza Bydgoszcz              |
| MKS Korsze               | 1:4               | Bałtyk Gdynia                  |
| OKS 1945 Olsztyn         | 2:1               | Sokół Sokółka                  |
| Lech Rypin               | 2:0               | Tur Turek                      |
| Unia Swarzędz            | 1:0               | Polonia Słubice                |
| Arka Nowa Sól            | 0:3               | Jarota Jarocin                 |
| MKS Kutno                | 1:0 pd.           | Przebój Wolbrom                |
| Orzeł Wierzbica          | 0:4               | Wigry Suwałki                  |
| Nida Pińczów             | 0:2               | Resovia                        |
| Bielawianka Bielawa      | 3:1               | Czarni Żagań                   |
| Ślęza Wrocław            | 0:3 wo.1          | Ruch Zdzieszowice              |
| Rozwój Katowice          | 0:1               | Concordia Piotrków Trybunalski |
| Stal Sanok               | 3:0 wo.1          | Hetman Zamość                  |
| Sokół Aleksandrów Łódzki | 3:1               | Jeziorak Iława                 |
| Olimpia Elbląg           | 1:0               | Ruch Wysokie Mazowieckie       |
| Unia Janikowo            | 0:3               | Świt Nowy Dwór Mazowiecki      |
| Elana Toruń              | 2:2 pd. karne 6:7 | Nielba Wągrowiec               |
| Miedź Legnica            | 3:2 pd.           | Ruch Radzionków                |
| Lechia Zielona Góra      | 1:0 pd.           | Górnik Polkowice               |
| Raków Częstochowa        | 0:2               | GKS Tychy                      |
| Zagłębie Sosnowiec       | 1:0               | Pelikan Łowicz                 |
| Start Otwock             | 1:0               | Okocimski KS Brzesko           |
| Helena Nowy Sącz         | 3:0 wo.²          | GKS Jastrzębie                 |
| Motor Lublin             | 0:3 wo.³          | Stal Rzeszów                   |
| Kolejarz Stróże          | 1:0               | Termalica Bruk-Bet Nieciecza   |

Uwagi:
1. Hetman Zamość i Ślęza Wrocław nie zgłosiły się do rozgrywek.
2. Mecz odwołano – drużyna GKS Jastrzębie nie dotarła na spotkanie.
3. Mecz odwołano – Motor Lublin nie przygotował boiska do gry.

## Runda wstępna
Losowanie par odbyło się 29 czerwca 2010 w siedzibie PZPN. Wszystkie mecze rozegrano 4 sierpnia 2010.
| Drużyna 1                      | Wynik             | Drużyna 2           |
| ------------------------------ | ----------------- | ------------------- |
| Olimpia Grudziądz              | 1:2               | Zawisza Bydgoszcz   |
| Bałtyk Gdynia                  | 0:2               | OKS 1945 Olsztyn    |
| Lech Rypin                     | 2:2 pd. karne 2:3 | Unia Swarzędz       |
| Jarota Jarocin                 | 1:0               | Nielba Wągrowiec    |
| Wigry Suwałki                  | 1:0               | Stal Rzeszów        |
| Concordia Piotrków Trybunalski | 2:2 pd. karne 6:5 | Resovia             |
| Bielawianka Bielawa            | 1:3               | Ruch Zdzieszowice   |
| Helena Nowy Sącz               | 1:8               | Stal Sanok          |
| Sokół Aleksandrów Łódzki       | 0:2               | Olimpia Elbląg      |
| Zagłębie Sosnowiec             | 1:2 pd.           | Start Otwock        |
| Miedź Legnica                  | 2:1               | Lechia Zielona Góra |
| GKS Tychy                      | 3:2               | Kolejarz Stróże     |
| MKS Kutno                      | •                 | wolny los           |
| Świt Nowy Dwór Mazowiecki      | •                 | wolny los           |

## I runda
Losowanie par odbyło się 10 sierpnia 2010 w siedzibie PZPN. Wszystkie mecze rozegrano 25 sierpnia 2010, z wyjątkiem spotkań: Jarota – Flota, Miedź – GKP Gorzów Wielkopolski, MKS Kutno – KSZO Ostrowiec Świętokrzyski i Świt – MKS Kluczbork, które odbyły się 24 sierpnia.
| Drużyna 1                      | Wynik             | Drużyna 2                    |
| ------------------------------ | ----------------- | ---------------------------- |
| Zawisza Bydgoszcz              | 0:3               | Widzew Łódź                  |
| OKS 1945 Olsztyn               | 2:1 pd.           | Warta Poznań                 |
| Unia Swarzędz                  | 0:4               | Pogoń Szczecin               |
| Jarota Jarocin                 | 1:1 pd. karne 4:5 | Flota Świnoujście            |
| Wigry Suwałki                  | 2:1               | Górnik Łęczna                |
| Concordia Piotrków Trybunalski | 2:1               | Stal Stalowa Wola            |
| Ruch Zdzieszowice              | 1:0               | GKS Katowice                 |
| Stal Sanok                     | 0:3               | Dolcan Ząbki                 |
| Olimpia Elbląg                 | 1:2 pd.           | ŁKS Łódź                     |
| Start Otwock                   | 2:2 pd. karne 5:6 | Podbeskidzie Bielsko-Biała   |
| Miedź Legnica                  | 1:2               | GKP Gorzów Wielkopolski      |
| GKS Tychy                      | 1:0               | Sandecja Nowy Sącz           |
| MKS Kutno                      | 0:3               | KSZO Ostrowiec Świętokrzyski |
| Świt Nowy Dwór Mazowiecki      | 1:0               | MKS Kluczbork                |
| Wisła Płock                    | 1:3               | Górnik Zabrze                |
| Znicz Pruszków                 | •                 | wolny los                    |

## 1/16 finału
Losowanie par odbyło się 31 sierpnia 2010 w siedzibie PZPN. Większość meczów rozegrano 21 września 2010, z wyjątkiem spotkań: Flota – Jagiellonia, Widzew – Zagłębie, Ruch Zdzieszowice – Ruch Chorzów, OKS 1945 – Odra, KSZO – Arka i Podbeskidzie – Piast, które odbyły się 22 września.
| Drużyna 1                      | Wynik   | Drużyna 2             |
| ------------------------------ | ------- | --------------------- |
| Flota Świnoujście              | 0:1     | Jagiellonia Białystok |
| Świt Nowy Dwór Mazowiecki      | 0:1     | Śląsk Wrocław         |
| Pogoń Szczecin                 | 0:1     | Legia Warszawa        |
| Concordia Piotrków Trybunalski | 0:1     | GKS Bełchatów         |
| Widzew Łódź                    | 1:0 pd. | Zagłębie Lubin        |
| ŁKS Łódź                       | 3:0     | Polonia Bytom         |
| Znicz Pruszków                 | 0:1     | Polonia Warszawa      |
| Wigry Suwałki                  | 0:2     | Korona Kielce         |
| GKS Tychy                      | 0:1     | Lech Poznań           |
| Ruch Zdzieszowice              | 1:3     | Ruch Chorzów          |
| Dolcan Ząbki                   | 0:1     | Wisła Kraków          |
| OKS 1945 Olsztyn               | 2:0     | Odra Wodzisław Śląski |
| GKP Gorzów Wielkopolski        | 0:1     | Cracovia              |
| KSZO Ostrowiec Świętokrzyski   | 2:1 pd. | Arka Gdynia           |
| Górnik Zabrze                  | 0:2     | Lechia Gdańsk         |
| Podbeskidzie Bielsko-Biała     | 2:0     | Piast Gliwice         |

## 1/8 finału
Losowanie par odbyło się 3 października 2010 w studiu telewizji nSport.
| 27 października 2010 | Cracovia      | 1:4   | Lech Poznań                                |                                                                         |
| 18:30                | Ślusarski 60' | (0:2) | 22' Peszko · 43', 60' Rudņevs · 90+3' Wilk | Stadion Cracovii, Kraków Widzów: 4 tys. Sędzia: Marcin Szulc (Warszawa) |

| 26 października 2010 | Wisła Kraków | 1:0   | Widzew Łódź |                                                                                        |
| 20:30                | Żurawski 87' | (1:0) |             | Stadion Henryka Reymana, Kraków Widzów: 7, 3 tys. Sędzia: Daniel Stefański (Bydgoszcz) |

| 26 października 2010 | Korona Kielce | 0:1   | Jagiellonia Białystok |                                                                           |
| 17:00                |               | (0:1) | 19' Makuszewski       | Stadion Miejski, Kielce Widzów: 4 661 Sędzia: Mirosław Górecki (Katowice) |

| 26 października 2010 | Podbeskidzie Bielsko-Biała | 2:0   | GKS Bełchatów |                                                                                      |
| 18:00                | Patejuk 2' · Demjan 32'    | (2:0) |               | Stadion Miejski, Bielsko-Biała Widzów: 1, 5 tys. Sędzia: Paweł Raczkowski (Warszawa) |

| 26 października 2010 | ŁKS Łódź                                   | 0:0 (pd.)   | Lechia Gdańsk                         |                                                                           |
| 19:00                |                                            |             |                                       | Stadion MOSiR, Łódź Widzów: 2 534 Sędzia: Radosław Trochimiuk (Ciechanów) |
| 19:00                | · Mączyński · Kosecki · Romańczuk · Mowlik | Rzuty karne | · Surma · Buzała · Traoré · Kaczmarek | Stadion MOSiR, Łódź Widzów: 2 534 Sędzia: Radosław Trochimiuk (Ciechanów) |

| 26 października 2010 | Śląsk Wrocław | 1:2   | Legia Warszawa        |                                                                                 |
| 18:45                | Sobota 82'    | (0:0) | 72', 86' Szałachowski | Stadion Oporowska, Wrocław Widzów: 6, 5 tys. Sędzia: Sebastian Jarzębak (Bytom) |

| 26 października 2010 | KSZO Ostrowiec Świętokrzyski | 0:2 (pd.) | Polonia Warszawa                     |                                                                                        |
| 17:30                |                              | (0:0)     | 98' Teodorczyk · 120+1' Mierzejewski | Stadion Miejski, Ostrowiec Świętokrzyski Widzów: 1 tys. Sędzia: Tomasz Musiał (Kraków) |

| 27 października 2010 | OKS 1945 Olsztyn                    | 0:0 (pd.)   | Ruch Chorzów                      |                                                                            |
| 14:30                |                                     |             |                                   | Stadion OSiR, Olsztyn Widzów: 3, 5 tys. Sędzia: Łukasz Bednarek (Koszalin) |
| 14:30                | · Bucholc · Miłkowski · Michałowski | Rzuty karne | · Grzyb · Malinowski · Stawarczyk | Stadion OSiR, Olsztyn Widzów: 3, 5 tys. Sędzia: Łukasz Bednarek (Koszalin) |

## Ćwierćfinał
Losowania par odbyło się 28 listopada 2010 w studiu telewizji nSport.

### Pierwsze mecze
| 1 marca 2011 20:30 | Wisła Kraków | 0:1(0:0) | Podbeskidzie Bielsko-Biała · 89' Malinowski | Stadion Miejski, Kraków Widzów: 8 tys. Sędzia: Szymon Marciniak |
|                    |              |          |                                             |                                                                 |

| 20 lutego 2011 15:30 | Lech Poznań | 0:1(0:0) | Polonia Warszawa · 54' (sam.) Arboleda | Stadion Miejski, Poznań Widzów: 20 tys. Sędzia: Hubert Siejewicz |
|                      |             |          |                                        |                                                                  |

| 2 marca 2011 18:30 | Lechia Gdańsk | 0:0 | Jagiellonia Białystok | Stadion MOSiR, Gdańsk Widzów: 4, 5 tys. Sędzia: Marcin Borski |
|                    |               |     |                       |                                                               |

| 1 marca 2011 18:30 | Ruch Chorzów · Piech 15' | 1:1(1:0) | Legia Warszawa · Komorowski 55' (k.) | Stadion Ruchu, Chorzów Widzów: 3, 5 tys. Sędzia: Tomasz Musiał |
|                    |                          |          |                                      |                                                                |

### Rewanże
| 16 marca 2011 20:30 | Podbeskidzie Bielsko-Biała · Cieśliński 59' · Górkiewicz 75' | 2:2(0:1) | Wisła Kraków · 25' (sam.) Demjan · 53' Genkow | Stadion Miejski, Bielsko-Biała Widzów: 3 200 Sędzia: Marcin Borski |
|                     |                                                              |          |                                               |                                                                    |

Wynik dwumeczu: 3:2. Awans: Podbeskidzie Bielsko-Biała.
| 2 marca 2011 20:30 | Polonia Warszawa · Kokoszka 34' | 1:2(1:2) | Lech Poznań · 4' (k) Bosacki · 23' Ślusarski | Stadion Polonii, Warszawa Widzów: 3, 5 tys. Sędzia: Daniel Stefański |
|                    |                                 |          |                                              |                                                                      |

Wynik dwumeczu: 2:2. Awans: Lech Poznań (dzięki większej liczbie bramek zdobytych na wyjeździe).
| 16 marca 2011 18:30 | Jagiellonia Białystok · Skerla 37' | 1:1(1:1) | Lechia Gdańsk · 25' Lukjanovs | Stadion Miejski, Białystok Widzów: 3 200 Sędzia: Szymon Marciniak |
|                     |                                    |          |                               |                                                                   |

Wynik dwumeczu: 1:1. Awans: Lechia Gdańsk (dzięki bramce zdobytej na wyjeździe).
| 15 marca 2011 18:30 | Legia Warszawa · Vrdoljak 45', 59' | 2:0(1:0) | Ruch Chorzów | Pepsi Arena, Warszawa Widzów: 10 tys. Sędzia: Adam Lyczmański |
|                     |                                    |          |              |                                                               |

Wynik dwumeczu: 1:3. Awans: Legia Warszawa.

## Półfinał
Losowania par odbyło się 20 marca 2011 o godz. 21:40 w studiu telewizji nSport.

### Pierwsze mecze
| 5 kwietnia 2011 18:00 | Lech Poznań · Ślusarski 58' | 1:1(0:0) | Podbeskidzie Bielsko-Biała · 90+3' Cieśliński | Stadion Miejski, Poznań Widzów: 15, 5 tys. Sędzia: Tomasz Musiał |
|                       |                             |          |                                               |                                                                  |

| 6 kwietnia 2011 18:30 | Lechia Gdańsk | 0:1(0:0) | Legia Warszawa · 88' Kucharczyk | Stadion MOSiR, Gdańsk Widzów: 7 250 Sędzia: Michał Mularczyk |
|                       |               |          |                                 |                                                              |

### Rewanże
| 19 kwietnia 2011 20:30 | Podbeskidzie Bielsko-Biała · Chmiel 25' · Malinowski 57' | 2:3(1:0) | Lech Poznań · 72' Štilić · 75', 90+3' Rudņevs | Stadion Miejski, Bielsko-Biała Widzów: 4 tys. Sędzia: Włodzimierz Bartos |
|                        |                                                          |          |                                               |                                                                          |

Wynik dwumeczu: 4:3. Awans: Lech Poznań.
| 20 kwietnia 2011 18:30 | Legia Warszawa · Radović 24' · Vrdoljak 63' · Bąk 76' (sam.) · Kucharczyk 79' | 4:0(1:0) | Lechia Gdańsk | Pepsi Arena, Warszawa Widzów: 16 448 Sędzia: Paweł Pskit |
|                        |                                                                               |          |               |                                                          |

Wynik dwumeczu: 5:0. Awans: Legia Warszawa

## Finał
| 3 maja 2011 18:30 CEST                                 | Lech Poznań · Injac 29' | 1:1 k. 4:51:0Raport                                      | Legia Warszawa · Manú 66' | Stadion im. Zdzisława Krzyszkowiaka, Bydgoszcz Widzów: 16 500 Sędzia: Paweł Gil (Lublin) |
|                                                        |                         |                                                          |                           |                                                                                          |
|                                                        |                         | Rzuty karne                                              |                           |                                                                                          |
| Bosacki · Štilić · Rudņevs · Mikołajczak · Wołąkiewicz |                         | Cabral · Komorowski · Vrdoljak · Rzeźniczak · Wawrzyniak |                           |                                                                                          |

| Lech Poznań:     |    |                      |              |      |
|                  |    |                      |              |      |
| BR               | 27 | Krzysztof Kotorowski |              |      |
| OB               | 22 | Grzegorz Wojtkowiak  | Żółta kartka |      |
| OB               | 19 | Bartosz Bosacki      | Żółta kartka |      |
| OB               | 20 | Hubert Wołąkiewicz   |              |      |
| OB               | 25 | Luis Henríquez       |              |      |
| PO               | 10 | Siergiej Kriwiec     |              | 103' |
| PO               | 21 | Dimitrije Injac      | Żółta kartka | 69'  |
| PO               | 3  | Ivan Đurđević        | Żółta kartka |      |
| PO               | 11 | Rafał Murawski       |              |      |
| PO               | 7  | Jakub Wilk           | Żółta kartka | 75'  |
| NA               | 16 | Artjoms Rudņevs      | Żółta kartka |      |
| Rezerwowi:       |    |                      |              |      |
| BR               | 30 | Jasmin Burić         |              |      |
| OB               | 2  | Seweryn Gancarczyk   |              |      |
| PO               | 8  | Jacek Kiełb          |              | 75'  |
| PO               | 14 | Semir Štilić         |              | 69'  |
| PO               | 32 | Mateusz Możdżeń      |              |      |
| NA               | 18 | Bartosz Ślusarski    |              |      |
| NA               | 26 | Tomasz Mikołajczak   |              | 103' |
| Trener:          |    |                      |              |      |
| José Mari Bakero |    |                      |              |      |

| Legia Warszawa: |    |                   |              |     |
|                 |    |                   |              |     |
| BR              | 84 | Wojciech Skaba    |              |     |
| OB              | 25 | Jakub Rzeźniczak  | Żółta kartka |     |
| OB              | 4  | Dickson Choto     |              | 76' |
| OB              | 15 | Iñaki Astiz       |              | 46' |
| OB              | 14 | Jakub Wawrzyniak  | Żółta kartka |     |
| PO              | 9  | Manú              |              |     |
| PO              | 16 | Ariel Borysiuk    |              |     |
| PO              | 21 | Ivica Vrdoljak    | Żółta kartka |     |
| PO              | 32 | Miroslav Radović  |              |     |
| PO              | 31 | Maciej Rybus      |              | 59' |
| NA              | 7  | Michal Hubník     | Żółta kartka |     |
| Rezerwowi:      |    |                   |              |     |
| BR              | 1  | Marijan Antolović |              |     |
| OB              | 2  | Artur Jędrzejczyk |              |     |
| OB              | 17 | Marcin Komorowski |              | 46' |
| OB              | 30 | Michał Żyro       |              |     |
| PO              | 5  | Janusz Gol        |              |     |
| PO              | 27 | Alejandro Cabral  |              | 76' |
| NA              | 18 | Michał Kucharczyk |              | 59' |
| Trener:         |    |                   |              |     |
| Maciej Skorża   |    |                   |              |     |

| Puchar Polski w piłce nożnej 2010/2011 Zwycięzcy |
| ------------------------------------------------ |
| Legia Warszawa 14. Tytuł                         |